# LZF
LZF także (Lempel-Ziv Fast) – algorytm do szybkiej i bezstratnej kompresji danych.
Algorytm LZF oparty jest na słownikowej kompresji danych Lempela i Ziva i jest ukierunkowany na szybkość kosztem stopnia kompresji. Wykorzystywany jest przede wszystkim w przypadkach ograniczonej mocy obliczeniowej czy kompresji w czasie rzeczywistym.
Na podstawie algorytmu stworzona została iblioteka liblzf napisana w C i udostępniana jest na licencji BSD.